# American Thinker
American Thinker est un blog conservateur américain,. Il est fondé en 2003 par Ed Lasky, un avocat de Northbrook, et Richard Baehr, un conseiller de santé, et Thomas Lifson, un sociologue et conseiller d'affaires de Berkeley.
Le site gagne en popularité à l'approche de l'élection présidentielle américaine de 2008 pour ses attaques contre le candidat de l'époque, Barack Obama.
Au lendemain de la défaite de Donald Trump à l'élection présidentielle américaine de 2020, « American Thinker » publie divers articles sur des « fraudes électorales ». Confronté à un procès intenté par Dominion Voting Systems, Lifson reconnait que le site s'était appuyé sur des « sources discréditées qui ont colporté des théories démystifiées ». American Thinker a également admis que ses affirmations électorales étaient « complètement fausses et n'avaient aucun fondement factuel » et déclare « nous avions tort de publier ces fausses déclarations ».